# Propanil
Propanil ist eine chemische Verbindung aus der Gruppe der Carbonsäureamide und organischen Chlorverbindungen. Da sie sich von einem Anilin-Derivat ableitet, gehört sie auch zur Gruppe der Anilide.

## Geschichte
Propanil wurde 1962 von der Firma Rohm and Haas auf den Markt gebracht. Ein Patentanspruch von Monsanto wurde in dem Verfahren Monsanto Co. v. Rohm and Haas Co. abgelehnt.

## Gewinnung und Darstellung
Propanil kann durch viele der üblichen organischen Syntheseverfahren zur Herstellung von Carbonsäureamiden gewonnen werden. Industriell wird es ausgehend von o-Dichlorbenzol gewonnen, welches nitriert, hydriert und mit Propionylchlorid in das Carbonsäureamid überführt wird.

## Eigenschaften
Propanil ist stabil in Emulsionskonzentraten, hydrolysiert aber in sauren und alkalischen Medien zu 3,4-Dichloranilin und Propionsäure.

## Verwendung

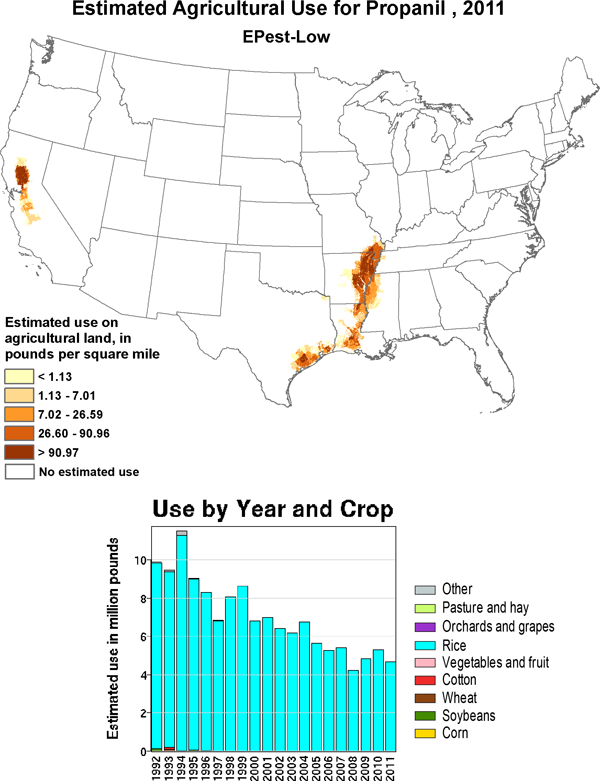
Verwendung von Propanil in den USA

Propanil wird als Herbizid zur Kontrolle von zweikeimblättrigen Unkräutern und Gräsern im Reisanbau verwendet, wobei deren Photosystem II gehemmt wird (Reis metabolisiert Propanil schnell und ist dadurch unempfindlich). In den USA gehört es zu den am häufigsten verwendeten Herbiziden (2011: 2000 t pro Jahr).

## Zulassung
In der EU wurde die Zulassung im September 2008 zurückgezogen. Folglich sind in den Staaten der EU und auch in der Schweiz keine Pflanzenschutzmittel mit diesem Wirkstoff zugelassen.